# Isturgia postdemarginata
Isturgia postdemarginata là một loài bướm đêm trong họ Geometridae.